# Mannsdorf an der Donau
Mannsdorf an der Donau est une commune autrichienne du district de Gänserndorf en Basse-Autriche.